# Martín de Álzaga
Martín de Alzaga(Valle de Aramayona, Alava, Espagne, 1755 ― Buenos Aires, 1812) était un homme d’affaires et homme politique espagnol. Il joua un rôle de premier plan dans la vice-royauté du Río de la Plata, d’abord et en particulier en organisant avec sang-froid et efficacité la défense de Buenos Aires lors des invasions britanniques, ensuite, peu d’années plus tard, en étant l’instigateur d’un coup de force manqué contre le vice-roi Jacques de Liniers. Quelques années après la révolution de Mai, il fut condamné, puis fusillé, sur l’accusation de conspiration en faveur de l’Espagne.

## Débuts
Il arriva à Buenos Aires à l’âge de 11 ans, fort pauvre, ne maîtrisant aucune autre langue que son basque natal ― faisant dire au commerçant qui l’engagea qu’il était reclus dans son parler biscayen.
Se vouant au commerce, il réussit à devenir, en seulement quelques années, très fortuné, grâce à des affaires dans le trafic des esclaves, d’étoffes et d’armes.
Propriétaire terrien très noté, il devint membre en 1785, en tant que Défenseur des Pauvres, du Cabildo de Buenos Aires, et, ayant été en 1794 un des membres fondateurs du Consulat de commerce de Buenos Aires, fut alcade de premier vote (en esp. alcalde de primer voto) du 1er janvier 1795 au 16 septembre 1796. Invariablement, à travers plusieurs mémoires, il se montra un adversaire de l’ouverture commerciale.
Rendu ombrageux par la rébellion de Túpac Amaru II, il crut découvrir une conspiration à Buenos Aires et ordonna que fussent mis à la torture les prisonniers arrêtés sur la base de ses suspicions, mais fut incapable, en définitive, de rien démontrer.

## Héros de la Reconquête
Lorsque, en 1806, eut lieu la première des invasions anglaises du Río de la Plata à Buenos Aires, il mit sa fortune au service de la Reconquête, et organisa un groupe de résistants clandestins, qu’il unit à d’autres groupes similaires, animés du même objectif, et composés pareillement de négociants puissants, comme Anselmo Sáenz Valiente et Juan Martín de Pueyrredón.
Alors que le général des envahisseurs, William Carr Beresford, avait ordonné la réquisition de toutes les armes en possession de particuliers, Álzaga, versé dans la contrebande des armes, réussit néanmoins à en collecter des centaines et à mettre sur pied des ateliers de réparation d’armes. Il loua en secret une série de maisons donnant sur la Plaza Mayor (actuelle place de Mai), puis, en plus d’y aménager des retranchements pour faire front aux envahisseurs, fit creuser, au départ de celles-ci, des tunnels pour miner le fort de Buenos Aires.
Sa capacité d’organisation était notoire ; il possédait une volonté tenace et un don naturel de commandement. Il prit en location la ferme de Perdriel, dans l’actuel partido de San Martín, où les volontaires venaient s’entraîner à tour de rôle, et qui servit de lieu de rassemblement des forces de cavalerie. Le réseau d’espionnage établi par les Anglais ne découvrit ce qui se tramait que peu de jours avant le déclenchement de la riposte. L’attaque anglaise contre Perdriel ne réussit du reste qu’à précipiter les événements.
Quand, le 12 août, Jacques de Liniers arriva de Montevideo et commença la reconquête de Buenos Aires, l’armée secrète d’Álzaga surgit soudainement, et les Anglais furent promptement vaincus. La reddition de Beresford s’ensuivit peu après ; la vice-royauté avait été sauvée.

## La défense de Buenos Aires
Aussitôt, Álzaga convoqua un cabildo ouvert (esp. cabildo abierto), lequel releva de ses fonctions de commandant militaire le vice-roi Rafael de Sobremonte — fonctions qui passèrent alors à Liniers — et lui fit interdiction de rentrer à Buenos Aires. Le 1er janvier 1807, Álzaga fut élu alcade de premier vote et prit la direction des affaires civiles de la cité.
Cependant, la flotte anglaise n’avait pas quitté le Río de la Plata, et bénéficia bientôt de l’arrivée de renforts, sous le commandement du général John Whitelocke. Ceux-ci s’emparèrent de Montevideo en juin 1807, éliminant avec facilité les forces de Sobremonte. Álzaga réagit en ordonnant purement et simplement l’arrestation du vice-roi et son remplacement par Liniers, à titre intérimaire.
Il prit une part active à la mise sur pied des milices de volontaires (les tercios) de Buenos Aires, lesquelles milices composaient une armée de plus de six mille hommes, et finança de ses propres fonds la constitution d’un régiment d’Asturiens et de Biscayens. 
Le 2 juillet 1807 se produisit l’attaque attendue, et Liniers fut battu lors du combat dit de Miserere, aux abords de la ville. Mais Whitelocke accorda trois jours de repos à ses troupes avant de lancer l’offensive finale. Álzaga s’appliqua à mettre ce répit à profit au maximum, et sut convaincre Liniers, découragé, de préparer la résistance. Il organisa la défense immeuble par immeuble, fit éclairer la ville par des milliers de lanternes afin de pouvoir poursuivre le travail la nuit, et eut soin que tout le nécessaire à la défense de Buenos Aires fût disponible sur chaque terrasse.
Les Anglais attaquèrent le 5 juillet, en donnant aux défenseurs de la ville un avantage supplémentaire : ils lancèrent l’assaut répartis en 13 colonnes, lesquelles furent défaites une à une. Le 7 juillet à midi, les Anglais durent se rendre et évacuer la ville. Toutefois, Álzaga n’avait accepté cette reddition qu’à la condition que les Anglais restituassent aussi Montevideo.

## LaAsonadadu1erjanvier 1809
Liniers et Álzaga, les héros du jour, entrèrent bientôt en conflit, tant en raison de la mauvaise gestion du vice-roi, qu’au motif que le premier était d’origine française et que l’Espagne était entrée en guerre avec Napoléon Ier.
Le 1er janvier 1809, Álzaga planifia une fronde à l’effet de déposer Liniers : il lança dans les rues les bataillons (tercios) de Galiciens, les Miñones de Catalogne et les Biscayens, tous bataillons composés exclusivement d’Espagnols péninsulaires, organisa une manifestation contre le vice-roi et exigea sa démission. À sa place serait nommée une junte (comité de gouvernement), dirigée par des Espagnols mais avec deux secrétaires portègnes : Mariano Moreno et Julián de Leyva. Toutefois, la démission de Liniers fut subordonnée à l’exigence que le commandement passât au général Ruiz Huidobro, second dans la hiérarchie militaire. Cela eut pour effet de déconcerter Álzaga et de donner ainsi le temps au colonel Cornelio Saavedra, commandant du Régiment de Patriciens, de réagir. Celui-ci procéda à la dissolution des forces espagnoles rebelles et obligea Liniers à rétracter sa démission.
Álzaga, fait prisonnier et envoyé à Carmen de Patagones, fut ensuite jugé lors d’un procès curieusement dénommé proceso por independencia. Les tercios d’Espagnols coupables de rébellion furent démantelés, ce qui allait faciliter la révolution de Mai. Cependant, le gouverneur de Montevideo, Francisco Javier de Elío, qui avait formé une junte de gouvernement dans cette ville, délivra Álzaga de son lieu d’assignation à Carmen de Patagones. Cette junte fut à son tour dissoute lorsqu’arriva dans le Río de la Plata le nouveau vice-roi, Baltasar Hidalgo de Cisneros, qu’Elío s’empressa de reconnaître ; Álzaga put alors retourner à Buenos Aires.

## La révolution de Mai
Cette révolution avortée préfigura en quelque sorte celle du 25 mai de l’année suivante, dite révolution de Mai. Elle permit de tracer avec netteté les lignes du conflit opposant Espagnols péninsulaires et criollos (Européens nés aux colonies), en vue de l’exercice du pouvoir politique, et mit en place une nouvelle configuration de partis et de rapports de force, sur laquelle put s’appuyer l’idéal révolutionnaire criollo pour se concrétiser dans la révolution de Mai.
Álzaga eut sa part dans la chute du vice-roi Cisneros, et, quoiqu’il ne fût pas présent au cabildo ouvert du 22 mai, il refusa d’accepter la junte présidée par le vice-roi. L’on peut supposer qu’il participa aux négociations qui aboutirent à la formation de la Première Junte, attendu que furent admis au sein de celle-ci trois membres de son parti : Mariano Moreno, Juan Larrea et Domingo Matheu.
S’il fut obligé d’apporter de grandes sommes d’argent à la Révolution, il n’y eut point de poursuites à son encontre. Il entretenait de très bonnes relations avec le nouveau vice-roi Elío, qui en 1811 ne contrôlait certes plus que Montevideo ; mais dépourvu d’appui l’année suivante, il fonda en 1812 son parti El Republicano, qui œuvrait pour l’indépendance sous l’égide de l’Espagne.

## La conspiration d’Álzaga
Le 1er juillet 1812, le gouvernement découvrit, ou crut découvrir, une conspiration d’Espagnols  contre le premier triumvirat, composé alors de Pueyrredón, Chiclana et Manuel de Sarratea. Cette conspiration devait éclater le 5 juillet, jour du cinquième anniversaire de la Défense de Buenos Aires contre les Anglais. On ignore quelles étaient exactement les intentions des conjurés, bien qu’il ne semble pas que leur dessein ait été de carrément restaurer la dépendance envers la couronne espagnole. Il importe de noter que Buenos Aires se trouvait à ce moment démunie de la plupart de ses troupes, qui avaient en majorité rejoint l’Armée du Nord, ce qui rendait la situation de la ville assez précaire.
Lors de l’instruction, le secrétaire du triumvirat, Bernardino Rivadavia, se fondant sur des preuves et des aveux fort sujets à caution, s’employa à alourdir l’accusation contre Álzaga et contre un vaste groupe de partisans. Cependant, de sérieux doutes sont permis quant à la réalité même d’une quelconque conspiration.
Après son arrestation, il lui fut intenté un procès criminel secret ― à telle enseigne que ne fut jamais rendue publique ni ne se sut l’identité de l’unique témoin, dont on disait qu’il s’agissait d’un esclave. Selon une thèse, Rivadavia souhaitait se dédommager d’un vieil affront personnel et saisit l’aubaine pour s’approprier les biens d’Álzaga. Celui-ci, de même que de nombreux autres, fut condamné à mort.
Les exécutions commencèrent le 4 juillet, c'est-à-dire deux jours seulement après son arrestation, ce qui tend à prouver que les supposés conspirateurs étaient condamnés d’avance. Au total furent ainsi mis à mort plus de trente hommes, parmi lesquels des chefs militaires, des membres du clergé et des hommes d’affaires, dont les biens furent par ailleurs confisqués.
Álzaga fut fusillé et son corps pendu le 6 juillet 1812 à Buenos Aires, sur la Plaza de la Victoria (actuelle place de Mai). Les cadavres des condamnés furent exhibés sur la place durant trois jours, lors de ce qui restera sans doute l’épisode le plus sanguinaire de la révolution argentine.
Les restes d’Álzaga reposent aujourd'hui dans la basilique Notre-dame du Rosaire à Buenos Aires, près de ceux de Manuel Belgrano.
Des enfants qu’il eut avec son épouse María Magdalena de la Carrera, deux se distinguèrent particulièrement, chacun toutefois dans l’un des deux camps opposés qui s'affrontèrent dans la guerre d’indépendance de l’Argentine. Félix de Álzaga, qui rejoignit les fédéralistes, devint, au sein de la nation nouvelle, un personnage militaire, politique et économique de haut rang, alors que son frère Cecilio de Álzaga, commerçant et homme politique, se fit un farouche ennemi de l’émancipation de l’Argentine.